# Nemognatha flavicornis
Nemognatha flavicornis là một loài bọ cánh cứng trong họ Meloidae. Loài này được Stierlin miêu tả khoa học năm 1876.